# Japansk ekorre
Japansk ekorre (Sciurus lis) är en gnagare i ekorrfamiljen som förekommer på de japanska öarna Honshu, Shikoku, och Kyushu. Habitatet utgörs främst av barrskogar i låglandet och lägre bergstrakter.
Japansk ekorre hotas delvis av skogsavverkningar och kring Tokyo fick den konkurrens av den vanliga ekorren. Trots allt listas arten av IUCN som livskraftig (least concern).

## Utseende
Arten har vanligen en kroppslängd (huvud och bål) av 16 till 22 cm, en svanslängd av 13 till 17 cm och en vikt av 250 till 310 g. Grundfärgen är på ovansidan brun och vid buken vit. Ibland förekommer områden med röd eller orange skugga på ovansidan. Den yviga svansen har allmänt samma färg som ryggen men kan ibland vara lite ljusare brun. Liksom hos andra trädekorrar förekommer fyra tår vid framtassarna och fem tår vid fötterna.

## Ekologi
Japansk ekorre är aktiv på dagen och den håller ingen vinterdvala. Under varma årstider (förutom parningstiden) lever varje individ ensam, på vintern kan flera individer leva i samma bo. Revirets gränser markeras med urin och andra doftmärken men reviren av olika individer kan överlappa varandra. Honornas revir är med en storlek av 4 till 13 hektar mindre än hanarnas revir som är 6 till 40 hektar stora.
Denna ekorre äter nötter, frön, unga växtskott, frukter, blommor och svampar. Ibland ingår insekter i födan. Arten föredrar nötter av Juglans ailanthifolia som ingår i valnötssläktet.
Japansk ekorre har två parningstider. Honor är parningsberedda i februari och mars samt i maj och juni. Under dessa tider försöker flera hanar para sig med honan. Dräktigheten varar 39 eller 40 dagar och sedan föds 2 till 6 ungar. Före ungarnas födelse bygger honan ett näste av blad och kvistar. Ungarnas utveckling efter födelsen och livslängden antas vara lika som hos den europeiska ekorren.
Artens naturliga fiender utgörs av mårddjur, tamkatter, rovfåglar och korpar som kan nå ekorren på trädet. På marken faller japansk ekorre även offer för hundar och rävar.